# 메헤르 아프로즈 샤온
메헤르 아프로즈 샤온(벵골어: মেহের আফরোজ শাওন, 1981년 10월 12일 ~ )은 방글라데시의 영화 감독, 배우, 가수이다.